# Ken Wheeler: Some Gnu Ones
Ken Wheeler: Some Gnu Ones ist ein Jazzalbum von Chris Laurence. Die 2020 und Anfang 2021 in den Den Studios, Harpenden, und Livingston Studios, London, entstandenen Aufnahmen erschienen am 1. November 2021 auf dem Label Jazz in Britain.

## Hintergrund
Die Stücke auf diesem Album wurden speziell für den Bassisten Chris Laurence von seinem langjährigen Freund und Kollegen, dem 2014 verstorbenen Jazztrompeter und Komponisten Kenny Wheeler, geschrieben, aber mit einer Ausnahme nicht zu dessen Lebenszeiten aufgenommen. Der Titel „C-Man“ feierte den neuen, um eine C-Saite erweiterten Kontrabass von Laurence. Er erschien erstmals auf Kenny Wheelers Album Kayak (1992), wurde aber auch für sein Album The Widow in the Window (1990) neu arrangiert und in „Ma Belle Hélène“ umbenannt. Hier wird er in der ursprünglichen Form, aber in veränderter Besetzung gespielt.
Piece for Double Bass and Low Strings, eine Minisuite mit drei Sätzen, sowie „Baroque Piece“ wurden noch nie zuvor in irgendeiner Form aufgenommen. Diese Stücke wurden Laurence von Wheeler in Manuskriptform übergeben, aber erst 2020/21 ist es ihm gelungen, sie aufzunehmen. Laurence erhielt von Wheeler zwar ein Manuskript des Piece for Double Bass and Low Strings mit klarer Bassstimme, doch ohne Angabe zur Instrumentierung und mit einem unvollständigen Schlussteil. Laurence nutzte die musikwissenschaftlichen Fähigkeiten von Pete Churchill, um die vollständige Partitur zu klären und zu realisieren. „Baroque Piece“ habe Wheeler möglicherweise geschrieben, um es gemeinsam mit Laurence zu spielen – doch dazu kam es nicht mehr. Wheeler wollte immer, „dass ich mit dem Bogen spiele, um der Musik eine weitere Dimension zu geben,“ bemerkte Laurence in den Liner Notes.
Chris Laurence nahm das Album mit einer Kerngruppe aus Frank Ricotti und Martin France auf, ergänzt um ein Streicherensemble, den Flügelhornisten Tom Walsh und den Gitarristen John Parricelli. Er arbeitete folglich mit Musikern, mit denen er lange berufliche Verbindungen hatte, um die Musik von Kenny Wheeler zu interpretieren, mit dem er seit den frühen 1970er-Jahren zusammengearbeitet hatte. Für Laurence war dies ein zutiefst persönliches Projekt, notierte Mike Collins in seiner Besprechung.

## Titelliste
- Chris Laurence: Ken Wheeler: Some Gnu Ones (azz In Britain, JIB-29-S-Cd)

1. Piece for Double Bass and Low Strings (1st movement) 6:18
2. Piece for Double Bass and Low Strings (2nd movement) 5:15
3. Piece for Double Bass and Low Strings (3rd movement) 3:39
4. C-Man 8:06
5. Baroque Piece 4:19

Die Kompositionen stammen von Kenny Wheeler.

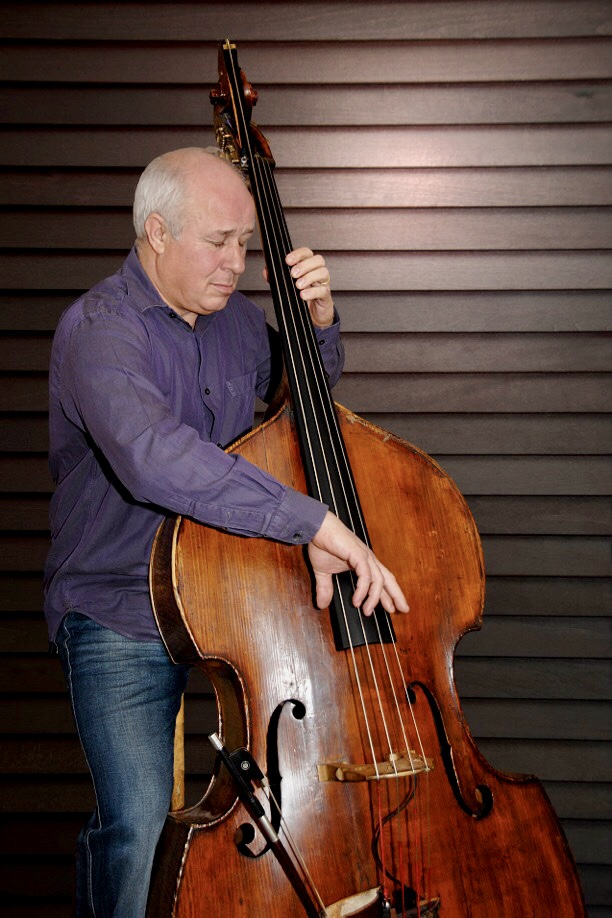
Chris Laurence (2017)

## Rezeption
Mike Collins schrieb in London Jazz News die Suite „Piece for Double Bass and Low Strings“ sei eine exquisit rhythmische Kammermusik voll Wheelers charakteristischen Resonanzen und melodischem Erfindungsreichtum. Wheelers „C-Man“ erfahre in dieser Version mit John Parricelli, Laurence, Ricotti und France eine lebhafte Interpretation. Mit dem „Baroque Piece“ wechsle die Atmosphäre wieder; der Sound des Trios sei hier voller Raum und Licht, ein erhebender Moment. Diese Hommage an Wheeler und der Triumph dieser Aufnahme sei jedoch kein rückblickender Gruß, sondern erscheine frisch, lebendig, bittersüß, fröhlich und gleichzeitig traurig: Kenny Wheeler sei stets in dieser Musik präsent.
Chris May besprach Ken Wheeler: Some Gnu Ones für All About Jazz: Mit achtundzwanzig Minuten Lauflänge sei das Album kurz, aber perfekt geformt. Das längste Stück, mit sechzehn Minuten, sei die Suite „Piece for Double Bass and Low Strings“, bei der unklar bleibe, wie viel davon ausnotiert und wie viel davon improvisiert sei. Die kürzeren Titel „C-Man“ und „Baroque Piece“ seien jedoch unverkennbar „Jazz der Spitzenklasse“. „C-Man“ sei lebhaft und hübsch, „Baroque Piece“ etwas herber. Hier gebe es großartige Soli von Laurence, Ricotti und Parricelli.